# وادي كونهو

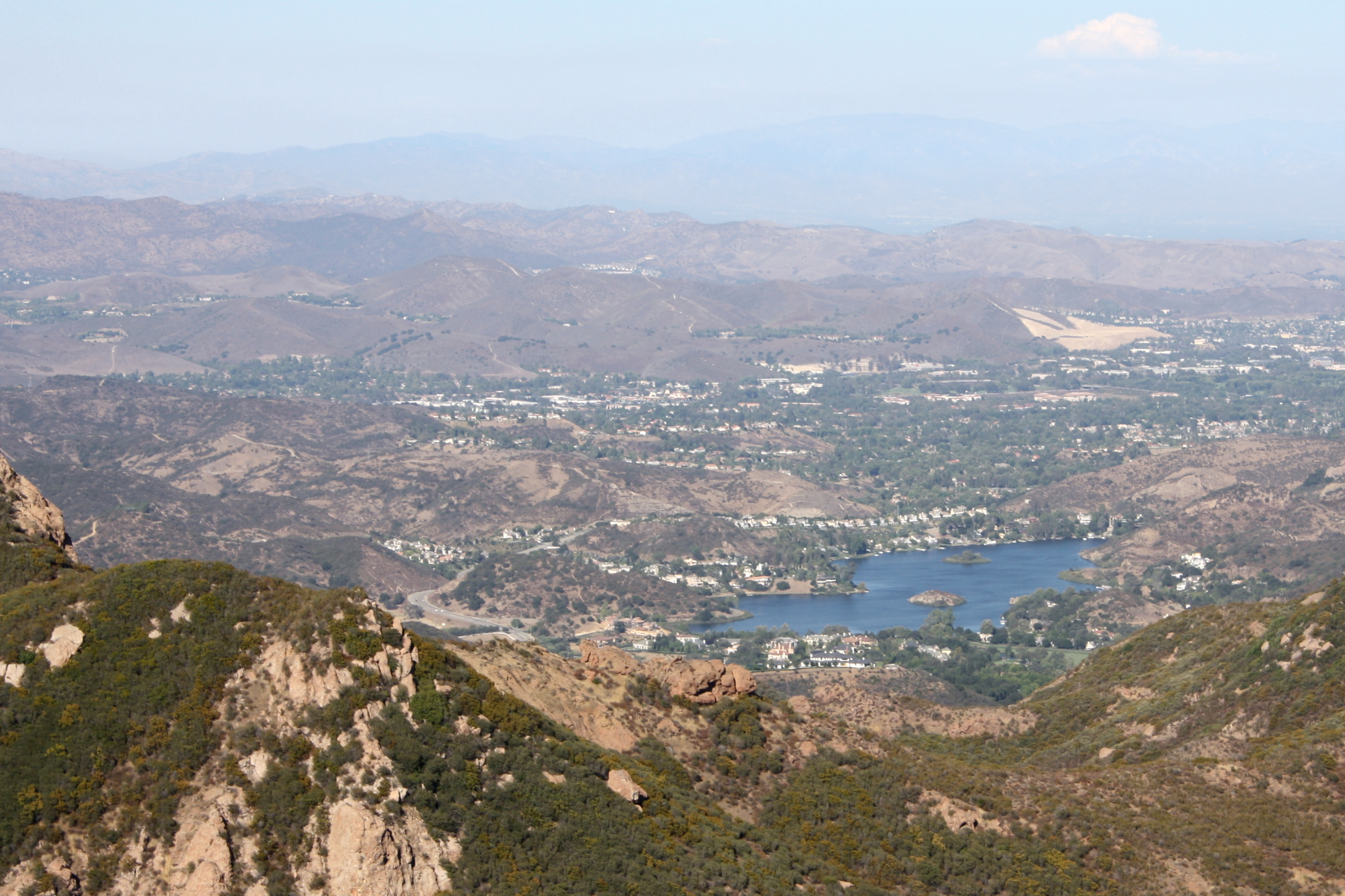
صورة لبحيرة شيروود في كونهو فالي.

وادي كونهو هو منطقة تشمل كلا من جنوب شرق وشمال غرب مقاطعة فينتورا لوس أنجلوس في كاليفورنيا الجنوبية، الولايات المتحدة. وقد اكتشف كونهو فالي في عام 1542 من قبل المستكشف الإسباني كأبريلو رودريجيز خوان.وهذه المنطقة تقع في الجزء الشمالي الغربي من منطقة لوس أنجلوس الكبرى.